# Benjamin Bristow

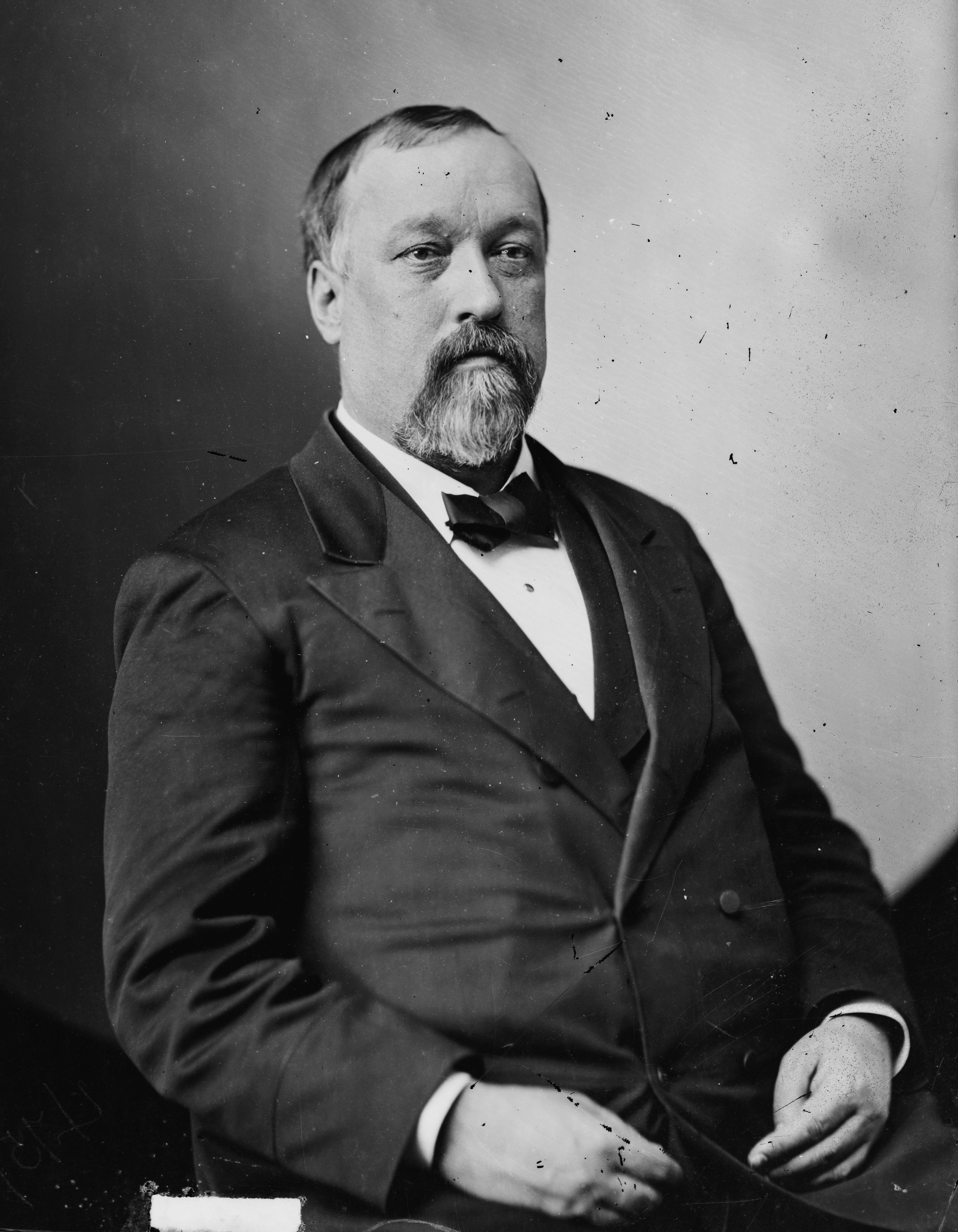
Benjamin Bristow

Benjamin Helm Bristow, född 20 juni 1832 i Elkton, Kentucky, USA, död 22 juni 1896 i New York, var en amerikansk republikansk politiker.
Han var son till kongressledamoten Francis Marion Bristow. Han utexaminerades 1851 från Jefferson College (numera Washington & Jefferson College). Fadern undervisade honom i juridik och han inledde 1853 sin karriär som advokat i Kentucky.
Han deltog i amerikanska inbördeskriget i nordstaternas armé och skadades svårt 1862 i slaget vid Shiloh. Han befordrades till överste och han var 1863 med om att fånga John Hunt Morgan, brigadgeneral i sydstaternas armé. Han var distriktsåklagare i Louisville 1866-1870. 1863-1865 var han medlem i sin födelsestad Kentuckys senat.
När ämbetet Solicitor General inrättades 1870 i USA:s regering, utnämndes Bristow till posten. Han uppgift var att företräda regeringen inför USA:s högsta domstol. Han efterträddes 1872 av Samuel F. Phillips, och blev 1873 Attorney General.
Han tjänstgjorde som USA:s finansminister 1874-1876. Han omorganiserade finansdepartementet och inrättade distrikt för Internal Revenue Services insamling av skatter och liknande distrikt för tullverket United States Customs Service. Under sin tid som finansminister var han med om att avslöja de vidlyftiga skattefalsarier som förekommit från ett antal whiskyfabriker i framför allt staten Missouri. I denna affär var en mängd betydande män inblandade, bland annat Orville E. Babcock, vän och sekreterare till presidenten Ulysses S. Grant, något som ledde till att stämningen mellan Bristow och presidenten försämrades, och han avgick 1876. 
Hans modiga uppträdde i whiskyaffären gjorde att han vid det republikanska presidentnomineringsmötet blev kandidat för partiets reformflygel, men han föll igenom och drog sig tillbaka från politiken.